# Colom faisà
El colom faisà (Otidiphaps nobilis) és una espècie d'ocell de la família dels colúmbids (Columbidae) i única espècie del gènere Otidiphaps (Gould, 1870). Habita els boscos de Nova Guinea i les properes illes Aru, Raja Ampat i Fergusson.

## Taxonomia
Diversos autors consideren aquesta espècie formada per quatre subespècies, però modernament han estat considerades per altres autors espècies de ple dret:
- colom faisà de clatell verd (Otidiphaps nobilis, sensu stricto).
- colom faisà de clatell blanc (Otidiphaps aruensis).
- colom faisà de clatell gris (Otidiphaps cervicalis).
- colom faisà de clatell negre (Otidiphaps insularis).